# Paepalanthus coronarius
Paepalanthus coronarius är en gräsväxtart som beskrevs av Silveira. Paepalanthus coronarius ingår i släktet Paepalanthus och familjen Eriocaulaceae. Inga underarter finns listade i Catalogue of Life.